# Kiowa County, Kansas
Kiowa County är ett administrativt område i delstaten Kansas, USA. År 2000 hade countyt 3 578 invånare.

## Geografi
Enligt United States Census Bureau har countyt en total area på 1 872 km². 1 871 km² av den arean är land och 1 km² är vatten.

### Angränsande countyn
- Edwards County - nord
- Pratt County - öst
- Barber County - sydost
- Comanche County - syd
- Clark County - sydväst
- Ford County - väst

### Orter
- Greensburg (huvudort)
- Haviland
- Mullinville